# Eisenbahnunfall von Conches-en-Ouche
Bei dem Eisenbahnunfall von Conches-en-Ouche entgleiste am 24. Oktober 1933 bei Conches-en-Ouche, Frankreich, ein Schnellzug. 36 Menschen starben.

## Unfallhergang
Der Zug der Chemins de fer de l’État war von Cherbourg nach Paris unterwegs. Er verkehrte auf der Bahnstrecke Mantes-la-Jolie–Cherbourg und  entgleiste kurz vor der Brücke über den Iton. Die Dampflokomotive, deren Schlepptender, ein Bremswagen und vier Personenwagen stürzten in den Fluss. Die ersten drei Wagen hatten noch Holzaufbauten und wurden bei dem Unfall schwer beschädigt.

## Folgen
36 Menschen starben, 68 wurden darüber hinaus verletzt.